# Colectivos in Venezuela

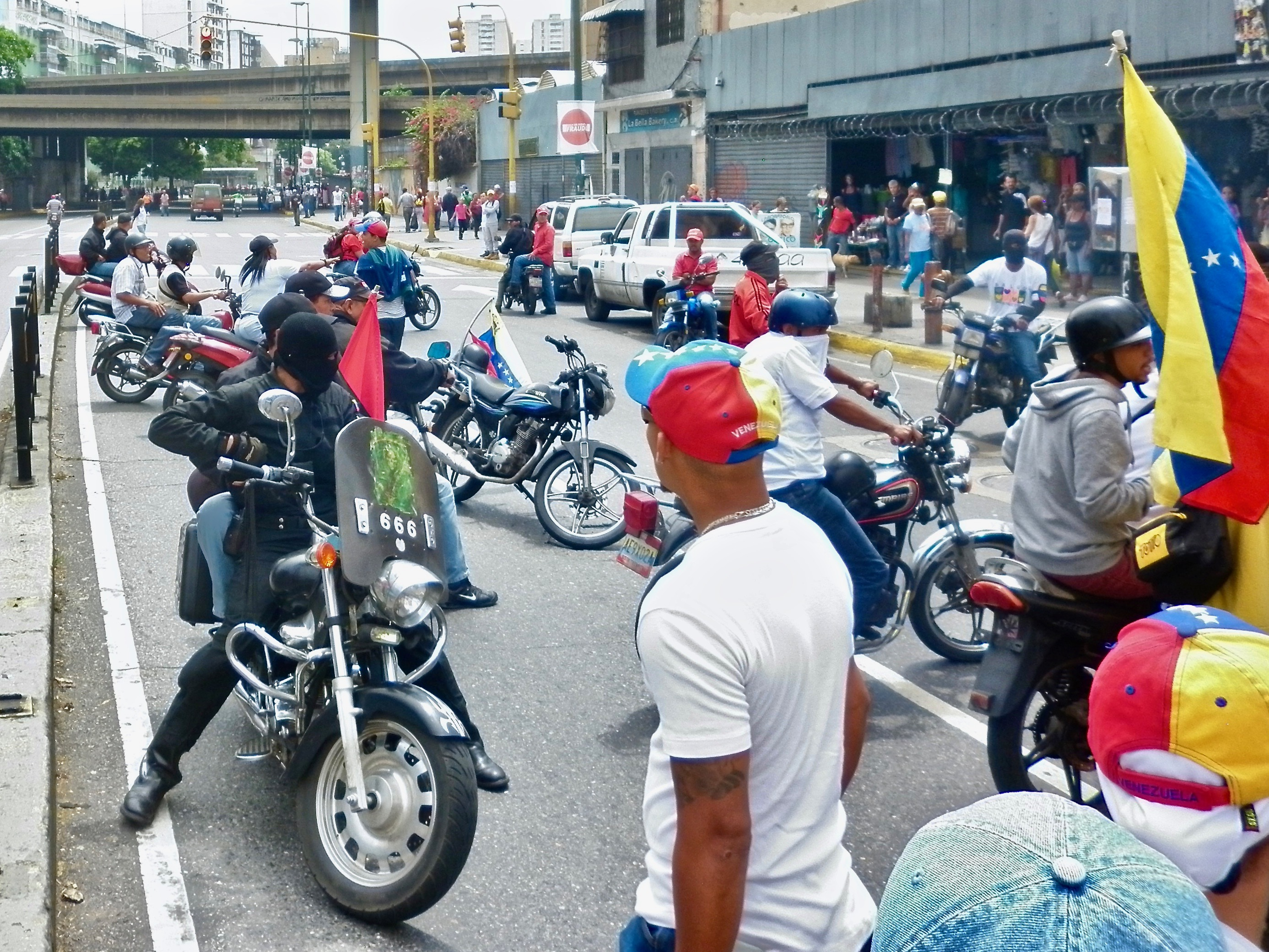
Illegale regierungsnahe Colectivos im Stadtbild von Caracas am 19. April 2017 bei der von Oppositionsführer Henrique Capriles organisierten Anti-Maduro-Demonstration La madre de todas las marchas (dt. „Die Mutter aller Märsche“).

Colectivos nannte man in Venezuela ursprünglich zivilgesellschaftliche Kollektive, deren Ziele kulturelle und politische Aktivitäten waren. Die Wurzeln dieser Gemeinschaften gehen zurück in die 1960er-Jahre der Geschichte Venezuelas. Später bezeichnete Hugo Chávez die Colectivos als „den bewaffneten Arm der Bolivarischen Revolution“.

## Entwicklung
Die Colectivos entstanden aus der Stadtguerilla Tupamaros, welche zum Militärputsch 1992 aktiv waren. Laut Neue Zürcher Zeitung sollen 1999 die Colectivos maßgeblich am Wahlsieg von Hugo Chávez beteiligt gewesen sein, da sie die Bewohner in den Armenvierteln für ihn mobilisiert hatten. Nach der Wahl des vormaligen Putschisten Hugo Chávez wurde die Hälfte der Colectivos als ihm loyale paramilitärischen Einheiten neben Militär und Polizei schwer bewaffnet, mit motorisierten Zweirädern und Funkgeräten ausgestattet, um die von der Polizei in Caracas nicht kontrollierbaren Viertel in den Griff zu bekommen. Diese gefürchteten, zivilen Banden – im Auftrag der Regierung handelnd – wurden als Colectivos chavistas bekannt. Später wurden diese Colectivos dann als „regierungsnahe Schlägertrupps“ eingesetzt, um gegen politisch anders Denkende vorzugehen und die Bolivarische Revolution zu verteidigen.
Viele Colectivos agierten wie Banden und erhoben Schutzgelder und blieben bei Straftaten straffrei In den Colectivos befänden sich beschämenderweise für die Bolivarische Revolution unzählige Verbrecher und Schläger, welche ihre kriminellen Aktivitäten straffrei fortsetzten – andere Sicherheitskräfte sollen übergeordnete Befehle erhalten, die Gruppen nicht zu konfrontieren. Ob die Colectivos noch kontrolliert werden oder eigenständig handeln, war umstritten.
Mitte März 2019 wurde eine neue Welle der Unterdrückung befürchtet, als Maduro die Colectivos zum „aktiven Kampf gegen Guaidó“ aufrief.

## Bewertung
Nach einem Welt-Bericht werden die gewalttätigen Milizen von „höchster Ebene gesteuert“. Diosdado Cabello, „die Nummer zwei der Sozialisten hinter Maduro“, gilt „als der starke Mann hinter den Colectivos“. Ein Koordinator der „Bolivarianischen Front für sozialistische Verteidigung“ bestritt noch im März 2019, dass die Colectivos von der Regierung bezahlt und bewaffnet würden, was die Frage der hierarchischen Einordnung komplizierte: Die Gruppierung gilt auch nach Ansicht des venezolanischen Völkerrechtsprofessors Pedro Afonso del Pino als „eine der Herausforderungen“ im Falle eines Regierungswechsels.
Die Menschenrechtskommissarin der Vereinten Nationen, Michelle Bachelet, warnte: „Der Einsatz paramilitärischer Streitkräfte und paralleler Polizei hat in der Region eine lange Geschichte. Es ist sehr besorgniserregend, dass sie in Venezuela so offen agieren. Die Regierung kann und muss sie aufhalten, weil diese Gruppen eine bereits explosive Situation verschärfen.“
Die Bischöfe schrieben 2020, die Guerillas verbreiteten „Schrecken im Volk, geduldet und gefördert vom Militär und den Behörden“.